# 安中市立第二中学校
安中市立第二中学校（あんなかしりつだいにちゅうがっこう）は、群馬県安中市原市にある公立中学校。

## 概要
1971年（昭和46年）4月1日創立の公立中学校。全校の生徒数は524名、学級数は16。（2015年10月現在）

## 年表
- 1971年 - 創立。

## 教育目標
豊かな心を持ち、たくましく生きる力のある生徒の育成
- 自ら学ぶ生徒　　自学
- 自他を愛する生徒　　友愛
- 自ら鍛える生徒　　健康

二中スピリッツ
- 文武両道
- 継続は力なり
- 3C精神
  - Chance（チャンス）
  - Challenge（チャレンジ)
  - Change（チェンジ）

## 部活動一覧

### 運動部
- 陸上競技 (男子、女子)
- 軟式野球
- ソフトボール
- バスケットボール (男子、女子)
- サッカー
- バレーボール (男子、女子)
- ソフトテニス (男子、女子)
- 卓球 (男子、女子)
- 剣道 (男子、女子)
- 水泳

### 文化部
- 吹奏楽
- 演劇
- 美術
- 科学
- 文芸
- パソコン

## 学区
- 原市地区[1]
- 安中地区高別当100番地
- 磯部地区(磯部地区第5区19組から32組までを除く。)
- 後閑地区
- 東横野地区第1区から第3区4組まで